# Steve Lundquist
Stephen „Steve“ K. Lundquist (* 20. Februar 1961 in Atlanta) ist ein ehemaliger US-amerikanischer Schwimmer und Schauspieler.
Seine größten sportlichen Erfolge waren die beiden Olympiasiege bei den Olympischen Spielen 1984 in Los Angeles. Er gewann die Goldmedaille über 100 Meter Brust und mit der 4-mal-100-Meter-Lagenstaffel. Vier Jahre zuvor hatte er die Olympischen Spiele wegen des Olympiaboykotts der USA verpasst.
Lundquist einer der Kommentatoren der Goodwill Games 1986 in Moskau. Im Jahr 1990 wurde er in die Ruhmeshalle des internationalen Schwimmsports aufgenommen. Bei den Olympischen Spielen 1996 in Atlanta gehörte er zu den ehemaligen Sportlern, die die olympische Flagge bei der Eröffnungsfeier trugen.
Lundquist erlangte als Schauspieler mit der Rolle des Gehilfen Igor von Professor Mortimer Gangreen in der Killertomaten-B-Movie-Reihe (ab Die Rückkehr der Killertomaten) Bekanntheit. Als Schauspieler war er auch unter dem Künstlernamen Gerard Lundquist als Mitwirkender im Nachspann aufgeführt.

## Filmografie
- 1985: Henderson (Search for Tomorrow, Fernsehserie, 2 Folgen)
- 1986: Love Boat (The Love Boat, Fernsehserie, Folge 1x10)
- 1988: Die Rückkehr der Killertomaten (Return of the Killer Tomatoes)
- 1988: Zebo, der Dritte aus der Sternenmitte (Earth Girls Are Easy)
- 1989: Ananas und blaue Bohnen (Trenchcoat in Paradise, Fernsehfilm)
- 1990: Sleeping Car (The Sleeping Car)
- 1990: Junge Schicksale (ABC Afterschool Specials, Fernsehserie, Folge 2x19)
- 1991: Adam 12 (The New Adam-12, Fernsehserie, Folge 2x14)
- 1991: Die Killertomaten schlagen zurück (Killer Tomatoes Strike Back)
- 1992: Killer Tomatoes Eat France!